# Jan Jacob Rochussen
Jan Jacob Rochussen, né à Etten le 23 octobre 1797 et mort à La Haye le 21 janvier 1871, est un homme d'État néerlandais.

## Biographie
Il est un représentant typique du monde de commerce amstellodamois, ministre aussi bien sous Guillaume II que sous Guillaume III.
En 1843, il est l'un des premiers ministres à être obligés de démissionner par la chambre basse.
En tant que gouverneur général des Indes néerlandaises de 1845 à 1851, il amène activement sous l'autorité néerlandaise les régions qui ne l'est pas encore.
En 1858, il devient chef de gouvernement et ministre des colonies. Sa politique coloniale conservatrice trouve toutefois peu de soutien et provoque la chute de son gouvernement.